# المنشية (عكا)
المنشية كانت قرية فلسطينية تقع على بعد 2 كم شمال شرق عكا. في عام 1948 كان عدد سكانها 940 نسمة.

## القرية قبل عام 1948
الاسم المنشية هو اسم شائع في الوطن العربي فقد منح هذا الاسم لكل حيّ أو منطقة جديدة أنشئت بجانب مدينة أو كجزء من قرية، وهو اسم شائع لعدة أماكن في بلاد الشام وفلسطين. قرية المنشية تقع شمالي شرقي عكا تبلغ مساحتها 27 دونما ولها أراض مساحتها 12,884 دونما في 253 دونم زرعت بالبرتقال والزيتون، تحيط بالقرية قرى: الدامون، المكر، كفرياسيف، أبو سنان، أراضي قرى حيفا وعكا. سكن المنشية عام 1922، ما يقدّر ب371 نسمة، وارتفع عدد عام 1945 حتى وصل 810، وكلهم من المسلمين.
ويقال بأن القرية تأسست في فترة المماليك الذين استقدموا سكانها من شمال إقريقيا حين تضاءل عدد السكان في المنطقة بسبب الأوبئة والحملات الصليبية على المنطقة، استفادت القرية لقربها من عكّا بخطوط مواصلات. في القرية قبر بهاء الله مؤسّس الطائفة البهائية، الذي أسره العثمانيون في سجن عكا وعام 1892 توفي هناك ودفن في قطعة أرض كان قد اشتراها في المنشية. عشية النكبة كان فيها «إصلاحيّة» للشباب الجانحين بنيت عام 1937، وكان فيها معهد زراعي تابع للانتداب البريطاني اسمه «الدبويا»، وأيضا مطار عسكري للانتداب أقيم على أراض صادرتها من القرية. بني أوّل مسجد في القرية عام 1945 كما أنه عثر على مقام لأبو عتبة يعود تأريخه لعام 1140، كان في القرية معامل للمشروبات الغازية وللنسج -رغم وجود هذا المصانع إلّا أن القرية كانت تعتمد على الزراعة. وكان فيها قصر كبير لعائلة بيضون البيروتية، وعثر على مقابر لجنود فرنسيين ممن رافقوا نابليون في حملته لاحتلال فلسطين عام 1799.

## تهجير القرية
وفق جريدة فلسطين في 6 شباط/ فبراير عام 1948، حين شنت عصابات صهيونية واستطاعت القرية حينها صدّ الهجوم، في تاريخ 14 أيار/مايو عام 1948، بالعملية العسكرية المعروفة ب «عملية بن عمي»، التي قادتها عصابات الهاجاناه في 16 حزيران/ صرّح بن غريون بأن بدأ تدمير المنشية فعلًا.

## السكان بعد التهجير
تفرق سكان المنشية في الداخل الفلسطيني في المكر والجديدة وكفرياسيف وترشيحا فيما تهجر الباقون في مخيم عين الحلوة، مخيم اليرموك والعراق.

## القرية بعد التهجير
بعد عام 1948 ضمّ الاحتلال أراضي قرية المنشية لمدينة عكا، وأقيمت أحياء مثل موريا وبن غريون ونيفي أبيب ونيفي ألون، وفي ذات العام أنشئت مستعمرة شمرات وبستان هجليل. وعام 1972م أقيمت على انقاض القرية كلية الجليل الغربي. فيما يخصّ المواقع الأثرية في القرية استعمل قصر بيضون كمؤسسة للرفاه الاجتماعي لسنوات ثم ترك، وهناك بيوت حجرية ما زالت قائمة إلى اليوم أحدها فوق بئر المنشية والمنزل الآخر للحاجة خضرة صقر (يقع في شارع آحاد هعام) وكلاهما يستخدمان كدكاكين. وعلى الطرف الجنوبي من المنشية أقيمت حديقة ليلى شارون تخليدا لزوجة أرئيل شارون. ما تزال أجزاء من قناة الباشا قائمة، وما يزال قبر بهاء الله قائم ومن حوله حديقة البهجة، أما الاصلاحية فقد استخدمها الاحتلال الإسرائيلي كمؤسسة عسكرية حتى عام 1953م ثم حوّلها لمدرسة للأحداث واليوم تعرف باسم معهد الأخوة. ما زال المسجد قائما وهو اليوم مغلق وكان في السابق قد تمّ تدنيسه وقد تعرّض لمحاولات حرق وهدم، ولا تزال المقبرة واضحة للعيان محاطة بسياج تشرف مجموعة إسلامية على تنظيفها وصيانتها، فيها شاهد يعود للقرن الثامن عشر والفترة العثمانية يعتقد البعض بأنه للظاهر العمر الزيداني حاكم عكّا والجليل المتوفى عام 1775م وفي طرف المقبرة الرئيسية تقع أيضاً مقبرة بهائية وفيها مبنى ذو قبة رمادية. ومقابل المقبرة يقع مقام أبو عتبة وتسكنه عائلة عربية مهجرة من قرية كويكات.